# Östra Järvafältets naturreservat
Östra Järvafältets naturreservat är ett  naturreservat i Sollentuna kommun i Stockholms län. Reservatet är en del av Järvafältets naturreservat som även omfattar Västra Järvafältets naturreservat i Järfälla kommun
Området är naturskyddat sedan 1979 och är 1 016 hektar stort.  Reservatet består av åkrar, ängar, lövskog, barrskog och våtmarker. I reservatet ingår den södra delen av sjön Ravalen och den östra delen av Översjön. Bland historisk bebyggelse märks Bögs gård som omnämns första gången 1350 i gåvobrev som I villa Bögh och Väsby gård vilken nämns första gången skriftligt år 1444 som Lasse j wesby. Båda ligger i reservatets östra del. Fäboda ligger i reservatets norra del och var ett torp under Viby gård.
I ett led att återskapa historiska odlingslandskap mellan gårdarna Väsby och Bög lät kommunen 2006 röja tomtplatsen för det försvunna Väsby båtsmanstorp och håller sedan dess området öppet. Man tillämpar gamla metoder där hästar används i åkerbruket. Åkern, ängen och gärdesgården runt torpplatsen har återskapats. Torpplatserna Barsäll och Hällen är också framröjda.

## Bilder
|  |

|  |  |  |